# توین (اسلو)

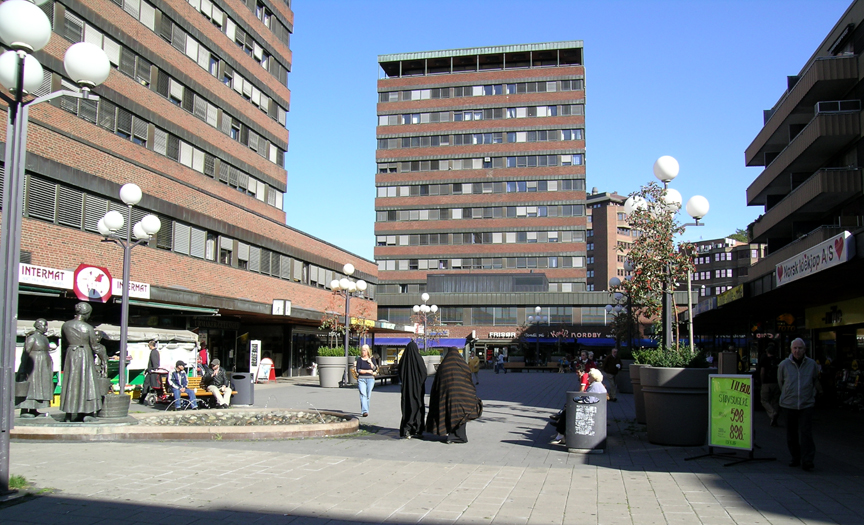
تویِن سِنتروم

تویِن (نروژی: Tøyen) منطقه‌ای مسکونی در قسمت‌های مرکزیِ شهر اسلو، پایتخت نروژ، و ناحیه‌ای از بخش گامله اسلو است.